# Korwety typu Imperial Marinheiro
Korwety typu Imperial Marinheiro – typ dziesięciu korwet brazylijskiej marynarki wojennej, zbudowanych w latach 1954-1955 w Holandii. Okręty przeznaczone były do zadań patrolowych, poszukiwawczo-ratunkowych oraz kontroli ruchu morskiego. Dodatkowo przystosowane były do pełnienia roli stawiaczy min i trałowców.
Pierwszy z okrętów ("Ipiranga") został wycofany ze służby w 1983 roku. Kolejnych siedem wycofano w latach 1996-2004, z których jeden ("Purus") sprzedany został Namibii. Obecnie w służbie brazylijskiej marynarki wojennej pozostają dwa okręty – "Imperial Marinheiro" oraz "Caboclo".

## Okręty
- "Imperial Marinheiro" (V-15)
- "Iguatemi" (V-16)
- "Ipiranga" (V-17)
- "Forte de Coimbra" (V-18)
- "Caboclo" (V-19)
- "Angostura" (V-20)
- "Bahiana" (V-21)
- "Mearim" (V-22)
- "Purus" (V-23; w 2003 roku sprzedany Namibii jako "Lt Gen Dimo Hamaambo")
- "Solimões" (V-24)